# مقاطعة سميرم
مقاطعة سميرم (بالفارسية: شهرستان سمیرم) هي إحدى مقاطعات في أصفهان في إيران. عاصمة المقاطعة هي سميرم. حسب تعداد 2006، بلغ عدد السكان 23,200 نسمة في 5,419 عائلة.